# پیمکو
پیمکو (به انگلیسی: PIMCO) شرکت خدمات مالی آمریکایی و چندملیتی است، که از شرکت‌های تابعه شرکت آلمانی آلیانتس به‌شمار می‌آید و با سرمایه در گردشی معادل ۲ تریلیون دلار، به‌عنوان بزرگترین شرکت در زمینه مدیریت سرمایه‌گذاری در جهان شناخته می‌شود.
شرکت پیمکو در سال ۱۹۷۱ با سرمایه ۱۲ میلیون دلاری تأسیس شد و در سال ۲۰۰۰ توسط شرکت بیمه آلیانتس خریداری گردید. این شرکت در حال حاضر با دارایی ۲۴۲ میلیارد دلار، مالک بزرگترین صندوق سرمایه‌گذاری مشترک در جهان می‌باشد. دفتر مرکزی شرکت پیمکو در شهر نیوپورت بیچ، کالیفرنیا، ایالات متحده آمریکا قرار دارد.